# Миколаївська обласна державна адміністрація
Миколаївська обласна державна адміністрація (Миколаївська ОДА; в умовах воєнного стану — Миколаївська обласна військова адміністрація) — місцевий орган виконавчої влади в Миколаївської області. Миколаївська ОДА в межах своїх повноважень здійснює виконавчу владу на території відповідної адміністративно-територіальної одиниці, а також реалізує повноваження, делеговані їй відповідною радою.
Склад Миколаївської обласної державної адміністрації формує її голова. Голову Миколаївської обласної державної адміністрації призначає на посаду і звільняє з посади Президент України за поданням Кабінету Міністрів України.
Голова Миколаївської обласної державної адміністрації при здійсненні своїх повноважень відповідальний перед Президентом України і Кабінетом Міністрів України, підзвітний та підконтрольний Кабінету Міністрів України.
У зв'язку з широкомасштабним вторгненням Росії 24 лютого 2022 року набула статусу військової адміністрації.

## Історія
Будівля Миколаївської обласної державної адміністрації з'явилася у 1981 році на Адміральській вулиці, де з 1901 року був розташований старий Миколаївський зоопарк. Згодом його вирішили розширити й і 30 березня 1978 року зоопарк переїхав на нове місце, а на його місці почали зводити будівлю Миколаївського Будинку рад. 

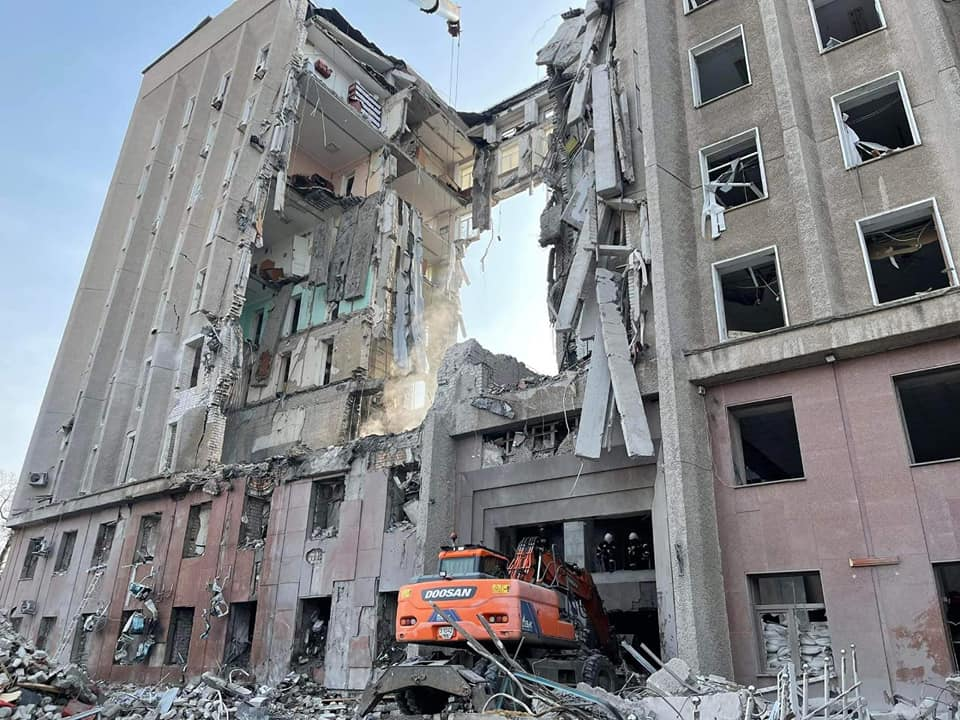
Будівля Миколаївської ОДА після ракетного удару

За початковим проєктом облдержадміністрація мала вигляд розгорнутої книги, загальна етажність – 16 поверхів. Місцевою владою проєкт було відкинуто через те, що великий будинок нібито «нависав» би над будівлею обласного комітету партії (зараз це будівля Миколаївської міської ради). За новим планом будівля стала прямою, її скоротили до 9 поверхів та додали колонаду. Він теж не був затверджений. Натомість погодили план звичайної 9-поверхової будівлі майже без будь-яких прикрас.
Автори сучасного проєкту – архітектор П. А. Казмирчук та інженери С. Н. Фадеєва і О. І. Ліхітченко. За задумом, 9-поверховий обсяг мав би фіксувати простір площі зі східного боку. Головний фасад вирішений в монументальних і простих формах. Потужні сонцезахисні ребра перебиваються двома злегка виступаючими вперед пілонами, що обмежують головний вхід у споруду і сходову клітку. 

### Російське вторгнення 2022 року
29 березня 2022 близько 08:45 ранку внаслідок удару російських військ крилатою ракетою було зруйновано центральну секцію будівлі облдержадміністрації з першого по дев'ятий поверхи. Загинуло 37 і було поранено більше 30 людей. Розбирання завалів і пошук тіл загиблих тривали майже тиждень. 
5 квітня Миколаївська обласна військово-цивільна адміністрація опублікувала список загиблих, який містить 37 людей. Це 17 співробітників ОДА, 10 представників тероборони, 6 військовослужбовців, 2 працівники Господарського суду та директор КП «Госптехобслуговування».
В грудні того ж року голова Миколаївської обласної військової адміністрації Віталій Кім повідомив, що зруйнована в березні обстрілом російської армії будівля ОВА, не підлягає відновленню і, скоріше за все, буде знесена.
У березні 2023 року в ході зустрічі робочої групи з розробки Програми комплексного відновлення Миколаєва розглянули питання, щоб залишити будівлю як пам'ятник, нагадування про злочини російських окупантів. Проте начальник відділу планування забудови населених пунктів департаменту містобудування Петро Данько пояснив, що конструкція нестійка та технічно складно убезпечити людей від уламків. Тільки під час розбирання можна буде сказати, чи вдасться залишити бодай частину. У звіті експертів наразі йдеться про повний демонтаж.

### Голови
| П. І.Б                          | Посада                                                                                | Період головування |
| ------------------------------- | ------------------------------------------------------------------------------------- | --- |
| Солбун Онуфрій Титанович        | голова Миколаївського облвиконкому                                                    | 1937 — 1938 |
| Філіпов Іван Маркелович         | голова організаційного комітету Президії Верховної Ради УРСР по Миколаївській області | з 14 березня 1938 року по січень 1940 року |
| Філіпов Іван Маркелович         | голова Миколаївського облвиконкому                                                    | з січня 1940 року по березень 1944 року |
| Борисов Пантелеймон Михайлович  | голова Миколаївського облвиконкому                                                    | з березня 1944 року по березень 1947 року |
| Терещенко Степан Петрович       | голова Миколаївського облвиконкому                                                    | з березня 1947 року по січень 1949 року |
| Сиволап Михайло Іванович        | голова Миколаївського облвиконкому                                                    | з 29 січня 1949 року по 17 березня 1953 року |
| Назаренко Іван Тимофійович      | голова Миколаївського облвиконкому                                                    | з березня 1953 року по березень 1961 року |
| Ведніков Василь Спиридонович    | голова Миколаївського облвиконкому                                                    | з березня 1961 року по грудень 1964 року |
| Барильник Тимофій Григорович    | голова Миколаївського облвиконкому                                                    | з грудня 1964 року по липень 1968 року |
| Куліш Микола Юхимович           | голова Миколаївського облвиконкому                                                    | з липня 1968 року по вересень 1975 року |
| Зайвий Федір Федорович          | голова Миколаївського облвиконкому                                                    | з вересня 1975 року по 06 березня 1982 року |
| Ільїн Віктор Іванович           | голова Миколаївського облвиконкому                                                    | 1982 — 1989 |
| Грицай Іван Трохимович          | голова Миколаївського облвиконкому                                                    | з 16 грудня 1989 року по квітень 1990 року |
| Башкіров Михайло Володимирович  | голова Миколаївського облвиконкому                                                    | 1990 — 1991 |
| Грицай Іван Трохимович          | голова Миколаївського облвиконкому                                                    | з січня 1991 року по 20 квітня 1992 року |
| Кінах Анатолій Кирилович        | представник президента України у Миколаївській області                                | з березня 1992 року по липень 1994 року |
| Кінах Анатолій Кирилович        | голова Миколаївського облвиконкому                                                    | з червня 1994 року по липень 1995 року |
| Круглов Микола Петрович         | Виконувач обов'язків голови Миколаївської облдержадміністрації                        | з 19 липня 1995 року по 08 серпня 1996 року |
| Круглов Микола Петрович         | голова Миколаївської облдержадміністрації                                             | з 08 серпня 1996 року по 23 травня 1997 року |
| Круглов Микола Петрович         | Голова Миколаївської облдержадміністрації                                             | з 17 липня 1997 року по 23 листопада 1999 року |
| Гаркуша Олексій Миколайович     | голова Миколаївської облдержадміністрації                                             | з 26 листопада 1999 року по 17 січня 2005 року |
| Садиков Олександр Валерійович   | голова Миколаївської облдержадміністрації                                             | з 04 лютого 2005 року по 11 липня 2007 року |
| Гаркуша Олексій Миколайович     | Виконувач обов'язків голови Миколаївської облдержадміністрації                        | з 11 липня 2007 року по 16 жовтня 2007 року |
| Гаркуша Олексій Миколайович     | голова Миколаївської облдержадміністрації                                             | з 16 жовтня 2007 року по 18 березня 2010 року |
| Круглов Микола Петрович         | голова Миколаївської облдержадміністрації                                             | з 18 березня 2010 року по 10 січня 2014 року |
| Ніколенко Геннадій Борисович    | голова Миколаївської облдержадміністрації                                             | з 24 січня по 02 березня 2014 року |
| Романчук Микола Павлович        | голова Миколаївської облдержадміністрації                                             | з 2 березня по 28 липня 2014 року |
| Меріков Вадим Іванович          | голова Миколаївської облдержадміністрації                                             | з 28 липня 2014 року по 24 червня 2016 року |
| Савченко Олексій Юрійович       | голова Миколаївської облдержадміністрації                                             | з 06 жовтня 2016 року по 11 червня 2019 року з 30 березня по 15 листопада 2018 року тимчасово відсторонений від обов'язків на час проведення слідства |
| Бонь В'ячеслав Валентинович     | Виконувач обов'язків голови Миколаївської облдержадміністрації                        | з 11 червня по 20 серпня 2019 року |
| Трайтлі Олександр Олександрович | Тимчасовий виконувач обов'язків голови Миколаївської облдержадміністрації             | з 20 серпня по 18 вересня 2019 року |
| Стаднік Олександр Васильович    | голова Миколаївської облдержадміністрації                                             | з 18 вересня 2019 рокупо 17 листопада 2020 року |
| Решетілов Георгій Олександрович | тимчасовий виконувач обов'язків голови Миколаївської облдержадміністрації             | з 17 листопадапо 25 листопада 2020 року |
| Кім Віталій Олександрович       | голова Миколаївської облдержадміністрації                                             | з 25 листопада 2020 року |

## Структура

### Апарат облдержадміністрації
- Організаційний відділ
- Відділ діловодства і контролю
- Відділ забезпечення діяльності керівництва
- Юридичний відділ
- Відділ роботи зі зверненнями громадян
- Відділ кадрової роботи
- Відділ адміністрування Державного реєстру виборців
- Відділ фінансового забезпечення
- Відділ комп'ютерного та господарського забезпечення
- Сектор взаємодії з правоохоронними органами та оборонної роботи
- Сектор мобілізаційної роботи
- Сектор режимно-секторної роботи
- Головний спеціаліст з внутрішнього аудиту

### Управління, відділи та інші структурні підрозділи облдержадміністрації
- Департамент економічного розвитку, торгівлі та туризму
- Департамент фінансів
- Департамент соціального захисту населення
- Департамент освіти, науки та молоді
- Департамент агропромислового розвитку
- Управління інфраструктури
- Управління охорони здоров'я
- Управління з питань цивільного захисту,
- Управління культури, національностей та релігій
- Управління житлово-комунального господарства
- Управління капітального будівництва
- Управління містобудування та архітектури
- Управління з питань майна комунальної власності
- Управління екології і природних ресурсів
- Управління інформаційної діяльності та комунікацій з громадськістю
- Відділ державних адміністраторів та забезпечення їх діяльності
- Відділ з питань фізичної культури та спорту
- Служба у справах дітей
- Державний архів області
- Обласний центр перепідготовки та підвищення кваліфікації працівників органів державної влади, органів місцевого самоврядування, державних підприємств, установ і організацій

## Керівництво

### Голова Миколаївської облдержадміністрації
- Кім Віталій Олександрович з 25 листопада 2020 року.[22]

### Заступники голови
Перший заступник голови облдержадміністрації — Решетілов Георгій Олександрович
Заступник голови облдержадміністрації з питань фінансів та економічного розвитку, децентралізації — Марінов Микола Миколайович
Заступник голови облдержадміністрації з питань розвитку інфраструктури, будівництва, екології, житлово-комунального господарства та цивільного захисту — Кузьмін Ігор Валерійович
Заступник голови облдержадміністрації з соціальних, гуманітарних питань, надання адміністративних послуг та розвитку громадянського суспільства — Трайтлі Олександр Олександрович
Заступник голови облдержадміністрації з питань культури, національностей та релігій — Гранатуров Юрій Ісайович
Заступник голови облдержадміністрації з питань цифрового розвитку, цифрових трансформацій і цифровізації (CDTO) — Пашнєв Роман Сергійович
Керівник апарату облдержадміністрації — Ломакіна Світлана Геннадіївна

## Основні функції, завдання
Основні функції, завдання та нормативно-правові засади діяльності облдержадміністрації та райдержадміністрацій, порядок оскарження рішень, прийнятих державною адміністрацією відповідного рівня:
Відповідно до ст. 7 Закону України «Про місцеві державні адміністрації», правовий статус місцевих державних адміністрацій встановлюється Конституцією України та законами України. Обласні та районні державні адміністрації у своїй діяльності керуються Конституцією України, Законом України «Про місцеві державні адміністрації» та іншими законами України, актами Президента України, Кабінету Міністрів України, органів виконавчої влади вищого рівня.
Відповідно до ст. 119 Конституції України, ст. 2 Закону України «Про місцеві державні адміністрації» місцеві державні адміністрації на відповідній території забезпечують:
- 1) виконання Конституції, законів України, актів Президента України, Кабінету Міністрів України, інших органів виконавчої влади вищого рівня;
- 2) законність і правопорядок, додержання прав і свобод громадян;
- 3) виконання державних і регіональних програм соціально-економічного та культурного розвитку, програм охорони довкілля, а в місцях компактного проживання корінних народів і національних меншин — також програм їх національно-культурного розвитку;
- 4) підготовку та виконання відповідних бюджетів;
- 5) звіт про виконання відповідних бюджетів та програм;
- 6) взаємодію з органами місцевого самоврядування;
- 7) реалізацію інших наданих державою, а також делегованих відповідними радами повноважень.

До відання місцевих державних адміністрацій у межах і формах, визначених Конституцією і законами України, належить вирішення питань:
- 1) забезпечення законності, охорони прав, свобод і законних інтересів громадян;
- 2) соціально-економічного розвитку відповідних територій;
- 3) бюджету, фінансів та обліку;
- 4) управління майном, приватизації та підприємництва;
- 5) промисловості, сільського господарства, будівництва, транспорту і зв'язку;
- 6) науки, освіти, культури, охорони здоров'я, фізкультури і спорту, сім'ї, жінок, молоді та неповнолітніх;
- 7) використання землі, природних ресурсів, охорони довкілля;
- 8) зовнішньоекономічної діяльності;
- 9) оборонної роботи та мобілізаційної підготовки;
- 10) соціального захисту, зайнятості населення, праці та заробітної плати.

Місцеві державні адміністрації вирішують й інші питання, віднесені законами до їх повноважень. Місцеві державні адміністрації здійснюють повноваження місцевого самоврядування, делеговані їм відповідними радами. Кабінет Міністрів України в межах, визначених законами України, може передавати місцевим державним адміністраціям окремі повноваження органів виконавчої влади вищого рівня.
Відповідно до ст. 47 вищезазначеного Закону акти місцевих державних адміністрацій, що суперечать Конституції України, законам України, рішенням Конституційного Суду України, актам Президента України та Кабінету Міністрів України або інтересам територіальних громад чи окремих громадян, можуть бути оскаржені до органу виконавчої влади вищого рівня або до суду.
Розпорядження голови державної адміністрації, що суперечать Конституції України, законам України, рішенням Конституційного Суду України, іншим актам законодавства або є недоцільними, неекономними, неефективними за очікуваними чи фактичними результатами, скасовуються Президентом України, Кабінетом Міністрів України, головою місцевої державної адміністрації вищого рівня або в судовому порядку.